# Cratere Brahms
Brahms è un cratere d'impatto presente sulla superficie di Mercurio, a 58,31° di latitudine nord e 177,36° di longitudine ovest. Il suo diametro è pari a 100 km.
Il cratere è dedicato al compositore e pianista tedesco Johannes Brahms.